# Magnus Bäckmark
Magnus Olov Bäckmark, född 21 februari 1974 i Lidingö församling i Stockholms län, är en svensk riddarhusgenealog samt släktforskare, heraldiker och författare.

## Genealog och heraldiker
Magnus Bäckmark har gett ut böckerna Släkten Bäckmark (2010) och Genvägar: praktisk handledning till DNA-jämförelse i släktforskning (2012). Han är redaktör för Svenska Släktkalendern sedan 2003 års utgåva. En stor kulturhistorisk insats gjorde han genom att 2019 utge  det stora inventeringsverket Riddarhusets vapensköldar i tre band. Sedan år 2020 innehar han en tjänst som svensk riddarhusgenealog.

## Heraldik
Bäckmark startade sin heraldiska webbplats "Gröna stubben" i mitten av 90-talet.
Magnus Bäckmark har gett ut böckerna Heraldiken i Sverige (2001) tillsammans med Jesper Wasling, Liber amicorum Brugensis (2006), Kyrkans märken: vapen, stämplar, sigill, emblem (också 2006) tillsammans med Marcus Karlsson.

## Utmärkelser
- Svenska Heraldiska Föreningen förtjänstmedalj i guld (SHFGM, 2016)